# Vesuvius (konstnärsgrupp)
Vesuvius var en poet- och konstnärsgrupp verksam i Stockholm på 1970-talet.
Gruppen grundades 1974 och bestod av de tre poeterna Bruno K. Öijer, Per-Eric Söder och Eric Fylkeson, bildkonstnären Leif Elggren och ett antal musiker. Tillsammans arrangerade de happenings, livepoesi och konserter, ofta ackompanjerade av projicerade diabilder. Gruppen startade också ett bokförlag med samma namn. 1976 genomförde gruppen en performancekväll på Moderna Museet då Elggren framförde sin performance Framförande I

## Böcker utgivna på förlaget Vesuvius (urval)
- Vesuvius (antologi), Eric Fylkeson, Leif Elggren, Per-Eric Söder och Bruno K Öijer, 1974
- Dikter utan nåd, Per-Eric Söder, 1974

## Källa
- Leif Elggren - Firework Edition och boken som ett verktyg för att bearbeta världen - Biblis